# Sadao Asami
Sadao Asami (17 de enero de 1949) es un expiloto de motociclismo japonés, que compitió en el Campeonato del Mundo de Motociclismo desde 1978 hasta 1981. Su mejor posición fue el Mundial de 1979 de 350cc donde acabó noveno en la clasificación general y subió al podio en dos ocasiones.

## Resultados en el Campeonato del Mundo
Sistema de puntuación desde 1969 hasta 1987:
| Posición | 1.º | 2.º | 3.º | 4.º | 5.º | 6.º | 7.º | 8.º | 9.º | 10.º |
| Puntos   | 15  | 12  | 10  | 8   | 6   | 5   | 4   | 3   | 2   | 1    |

### Carreras por año
(Carreras en negrita indica pole position; Carreras en cursiva indica vuelta rápida)
| Año  | Cat.   | Equipo | Moto    | 1       | 2       | 3       | 4       | 5       | 6       | 7      | 8      | 9       | 10      | 11      | 12      | Pts. | Pos. |
| ---- | ------ | ------ | ------- | ------- | ------- | ------- | ------- | ------- | ------- | ------ | ------ | ------- | ------- | ------- | ------- | ---- | ---- |
| 1978 | 250cc  | Yamaha | VEN -   | ESP -   |         | FRA 14  | NAT 10  | NED -   | BEL -   | SWE -  | FIN -  | GBR -   | GER -   | CZE -   | YUG -   | 1    | 28.º |
| 1978 | 350cc  | Yamaha | VEN -   |         | AUT -   | FRA 13  | NAT -   | NED -   |         | SWE -  | FIN -  | GBR 15  | GER -   |         |         | 0    | -    |
| 1979 | 250 cc | Yamaha | VEN -   |         | GER Ret | NAT -   | ESP -   | YUG Ret | NED -   | BEL -  | SWE -  | FIN 10  | GBR -   | CZE Ret | FRA Ret | 1    | 37.º |
| 1979 | 350 cc | Yamaha | VEN -   | AUT -   | GER 16  | NAT 2   | ESP 6   | YUG 3   | NED -   | BEL -  | SWE -  | FIN 12  | GBR 12  | CZE -   | FRA -   | 27   | 9.º  |
| 1980 | 250 cc | Yamaha | NAT Ret | ESP 15  | FRA Ret | NED -   | BEL -   | FIN -   | GBR -   |        | GER -  |         |         |         |         | 0    | -    |
| 1980 | 500 cc | Yamaha | NAT Ret | ESP Ret | FRA 12  | NED DNQ | BEL 15  | FIN 9   | GBR Ret |        | GER 15 |         |         |         |         | 2    | 20.º |
| 1981 | 250 cc | Yamaha | ARG -   |         | GER Ret | NAT -   | FRA -   | ESP -   |         | NED -  | BEL -  | SMR -   | GBR -   | FIN -   | SWE -   | 0    | -    |
| 1981 | 500 cc | Yamaha |         | AUT 23  | GER 11  | NAT 14  | FRA Ret |         | YUG Ret | NED 10 | BEL 11 | SMR Ret | GBR Ret | FIN Ret | SWE Ret | 1    | 27.º |